# فيضانات البوسنة والهرسك 2024
حدثت فيضانات في البوسنة والهرسك في ليلة 3-4 أكتوبر 2024، حيث ضربت الفيضانات جنوب البوسنة والهرسك بسبب نهر جوي تشكل فوق البحر الأدرياتيكي. وعلى مدار الليل، غمرت المياه عدة بلدات مركزية. وأصبح من غير الممكن الوصول إلى عدد من المدن والقرى بسبب انسداد الطرق والجسور والسكك الحديدية بسبب المياه والانهيارات الأرضية. وتُعد هذه الفيضانات أسوأ فيضانات تشهدها البلاد منذ عام 2014. وحتى 5 أكتوبر، أُبلغ عن وفاة 26 شخصًا  وفقد 40 آخرون.

## التأثير
انهارت المنازل بسبب الفيضانات المفاجئة بينما كان السكان بداخلها. ووصف متحدث باسم كانتون الهرسك-نيريتفا الأزمة بأنها الأسوأ منذ حرب البوسنة، وطلب من المواطنين عدم السفر إلى منطقتي جابلانيكا وكونييتش. أدت الفيضانات لانقطاع المياه عن عدة مناطق في وسط البوسنة مثل قرى كيسلياك وكريشيفو وفوينيكا، كما أدت الانهيارات الأرضية إلى قطع الاتصال بقرى مثل فرانتشي وكويسينا. وصارت العديد من المناطق الواقعة بين فوينيكا وكيسلياك معزولة ويصعب الوصول إليها. دمرت الفيضانات الليلية الجسور في بعض الأماكن، بما في ذلك غونجاني بالقرب من كريسيفو. أدى انهيار أرضي في أوستروزاك إلى تدمير السكك الحديدية. وقد نجا سكان قرية جوجيفيتشي القريبة من فوينيكا بأعجوبة من الفيضانات المفاجئة. وجرفت السيول العديد من الأشخاص في بوتوروفيتش بوليي بالقرب من كونييتش، مما أسفر عن مقتل شخص واحد.
شهدت دونيا جابلانيكا بعضًا من أسوأ الأضرار لتلك الفيضانات، حيث قُتل 22 شخصًا، وفُقد 40 شخصًا ويخشى أن يكون العديد قد لقوا حتفهم. دُفنت بعض المباني بالكامل بسبب الانهيارات الأرضية الناجمة عن الفيضانات، حيث كانت المئذنة والقبة فقط هما الجزء المرئي الوحيد من أحد المساجد بالمنطقة. وأفادت رئيسة الوزراء الاتحادية نيرمين نيكشيتش أن الانهيار الأرضي الذي دفن القرية ربما بدأ في محجر قريب، وأن الحكومة تحقق في أسباب الانهيار، وصرحت أنه كان من المستحيل التنبؤ بالانهيار الأرضي وإخلاء دونيا جابلانيكا في الوقت المناسب. كما وقعت ثلاث وفيات في فوينيكا واثنتان في كونييتش.

## كرواتيا والجبل الأسود
كانت هناك فيضانات طفيفة نسبيًا في كرواتيا المجاورة، حيث صدرت تحذيرات من الفيضانات المفاجئة يومي 3 و4 أكتوبر. حطمت الأمطار التي هطلت على مدينتا جراتشاتش وكرك الأرقام القياسية اليومية المُسجلة في تلك المناطق، حيث بلغت 249 مم و192 مم على التوالي. ارتفع منسوب مياه أنهار سافا وكوبا وأودرا بسبب هطول الأمطار. وقد أُبلغ عن فيضانات محلية في أوجولين في 4 أكتوبر  وغمرت المياه 23 منزلاً في منطقة كارلوفاك خلال الليلة التالية. كما أُبلغ عن فيضانات في الجبل الأسود، حيث جرفت مياه الفيضانات الكبيرة المباني.

## عمليات الإنقاذ وما بعدها
أعلنت حكومة اتحاد البوسنة والهرسك في البداية في مؤتمر صحفي خاص عن مقتل 14 شخصًا في يابلانيكا وشخص واحد في فوينيكا؛ وأبلغت العديد من الأُسر عن أشخاص مفقودين. أُغلق الطريق الرئيسي بين سراييفو وموستار بسبب الأضرار الناجمة عن الفيضانات. ونشرت وزارة الدفاع مروحيات للإنقاذ، ووتمكنت إحدى مروحيات قوة الاتحاد الأوروبي من إنقاذ طفل وسط الحطام الذي خلفته الفيضانات في جابلانيكا. وتتولى الوكالة الفيدرالية للحماية المدنية تنسيق جهود الإنقاذ.
قامت شرطة كانتون سراييفو بمنع حركة المرور إلى كانتون الهرسك نيريتفا، ونصحت جمعية السيارات BIHAMK المسافرين من شمال البوسنة إلى الهرسك بالالتفاف حول المناطق المتضررة. أعلنت لجنة الانتخابات المركزية في البلاد أن الانتخابات البلدية لعام 2024 ستُجرى كما هو مخطط لها في 6 أكتوبر. بينما ألغت العديد من الأحزاب السياسية مسيراتها الانتخابية بسبب الفيضانات.
وبحلول 5 أكتوبر، جرى استعادة الكهرباء إلى بعض المناطق في كانتون الهرسك-نيريتفا. ومازالت هناك خطط لإصلاح خطوط الكهرباء الساقطة للوصول إلى المباني السليمة في منطقة جابلانيكا. وفقًا لشركة إلكتروبريفريدا البوسنة والهرسك Elektroprivreda BiH، أمكن تجنب أضرار جسيمة في ثلاث محطات للطاقة الكهرومائية على نهر نيريتفا. ومن المتوقع أن تستغرق أعمال إصلاح السكك الحديدية في أوستروزاك بضعة أشهر، حيث تسببت الأمطار والانهيارات الأرضية في "أضرار جسيمة" للسكك الحديدية.